# Nesticus delfini
Espèce
Synonymes
- Sphyrotinus delfini Simon, 1904

Nesticus delfini est une espèce d'araignées aranéomorphes de la famille des Nesticidae.

## Distribution
Cette espèce est endémique du Chili.

## Description
La femelle holotype mesure 2,5 mm.

## Étymologie
Cette espèce est nommée en l'honneur du Dr Delfin.

## Publication originale
- Simon, 1904 : Étude sur les arachnides du Chili recueillis en 1900, 1901 et 1902, par MM. C. Porter, Dr Delfin, Barcey Wilson et Edwards. Annales de la Société entomologique de Belgique, vol. 48, p. 83-114 (texte intégral).